# Semisulcospira kurodai
Semisulcospira kurodai is een slakkensoort uit de familie van de Semisulcospiridae. De wetenschappelijke naam van de soort werd voor het eerst geldig gepubliceerd in 1961 door Kajiyama en Habe.